# Pour que la vie continue...
Pour plus de détails, voir Fiche technique et Distribution.
Pour que la vie continue... (The Brooke Ellison Story) est un téléfilm américain réalisé par Christopher Reeve et diffusé le 25 octobre 2004 sur A&E.

## Synopsis
C'est l'histoire vraie du combat d'une famille dont la fille cadette, Brooke Ellison, est devenue tétraplégique à la suite d'un accident. Brooke est admise à Harvard où elle fait la rencontre de Jan à la suite d'un cours sur Joseph Conrad, un Senior en dernière année à Harvard. Elle croit alors avoir trouvé l'amour qu'elle imaginait impossible jusqu'au jour où Jan quitte Harvard.

## Fiche technique
- Scénario : Brooke Ellison et Jean Ellison
- Musique : Lee Holdridge
- Durée : 120 minutes
- Pays :  États-Unis

## Distribution
- Mary Elizabeth Mastrantonio (VF : Anne Rondeleux) : Jean Ellison
- John Slattery (VF : Éric Legrand) : Ed Ellison
- Lacey Chabert (VF : Dorothée Pousséo) : Brooke Ellison
  - Vanessa Marano (VF : Lisa Caruso) : Brooke Ellison jeune
- Lauren Barrett : Kysten Ellison
  - Jenson Goins (VF : Lutèce Ragueneau) : Kysten Ellison jeune
- Ryan Hudson (VF : Alexis Tomassian) : Reed Ellison
  - Devon Gearhart : Reed Ellison jeune
- Luke Flynn (VF : Maël Davan-Soulas) : Jan Djilas
- Wilbur Fitzgerald (VF : Jean-Bernard Guillard) : le neurochirurgien
- Marco St. John : le professeur de littérature
- John McConnell : M. Jacobs
- Dana Reeve : le professeur d'anglais

 Source et légende : version française (VF) sur RS Doublage et selon le carton de doublage français.